# Halimuraena hexagonata
Halimuraena hexagonata is een straalvinnige vissensoort uit de familie van dwergzeebaarzen (Pseudochromidae). De wetenschappelijke naam van de soort is voor het eerst geldig gepubliceerd in 1952 door Smith.